# Polonia Wrocław (szachy)
Polonia Wrocław – wrocławski klub szachowy, dwukrotny mistrz Polski DMP.

## Historia
W 1946 roku powstał we Wrocławiu Klub Sportowy „Warsztatowiec” z sekcjami piłki nożnej i szachów. W 1958 roku nastąpiła zmiana nazwy na Kolejowy Klub Sportowy „Polonia”. Po usamodzielnieniu się sekcji szachowej, w 2006 roku nastąpiła zmiana nazwy na Klub Szachowy „Polonia”. W roku 2009 otwarta została nowa siedziba klubu. W 2011 roku klub zdobył mistrzostwo Polski kobiet. W 2014 roku szachiści Polonii po raz pierwszy zdobyli drużynowe mistrzostwo Polski. W 2020 roku Polonia zdobyła drugi tytuł.

## Statystyki
| Rok  | Liga       | Miejsce                          | Wynik | Zawodnicy |
| ---- | ---------- | -------------------------------- | ----- | --- |
| 2002 | I liga     | Ustroń                           | 2     | A. Dobrowolski, M. Świcarz, K. Jasik, M. Luch, R. Grossmann, J. Żeberski, A. Kucypera, P. Cagara                                         |
| 2003 | ekstraliga | Lubniewice                       | 8     | A. Dobrowolski, M. Świcarz, K. Jasik, M. Luch, J. Żeberski, A. Kucypera                                                                  |
| 2004 | ekstraliga | Dźwirzyno                        | 10    | M. Luch, J. Żeberski, K. Jasik, A. Dobrowolski, M. Świcarz, P. Cagara                                                                    |
| 2006 | II liga    | Lublin                           | 1     | P. Czarnota, M. Luch, R. Lubczyński, R. Krzesaj, A. Dobrowolski, M. Krupa                                                                |
| 2007 | I liga     | Chotowa                          | 1     | R. Wojtaszek, P. Czarnota, R. Lubczyński, M. Luch, A. Dobrowolski, J. Zyśko, J. Zawadzka                                                 |
| 2008 | ekstraliga | Karpacz                          | 4     | A. Wołokitin, M. Bartel, P. Czarnota, R. Lubczyński, A. Leniart, I. Rajlich, J. Zawadzka                                                 |
| 2009 | ekstraliga | Lublin                           | 3     | A. Wołokitin, M. Bartel, D. Świercz, A. Leniart, R. Lubczyński, I. Rajlich, J. Zawadzka, E. Dusza                                        |
| 2010 | ekstraliga | Katowice                         | 3     | R. Wojtaszek, M. Bartel, C. Balogh, D. Świercz, A. Leniart, J. Zawadzka                                                                  |
| 2011 | ekstraliga | Wrocław, Międzybrodzie, Katowice | 4     | R. Wojtaszek, M. Bartel, D. Mastrowasilis, D. Świercz, I. Nyżnyk, O. Wieczorek, A. Leniart, J. Zawadzka, I. Rajlich                      |
| 2012 | ekstraliga | Warszawa, Gorzów Wlkp., Katowice | 4     | R. Wojtaszek, M. Bartel, D. Świercz, D. Mastrowasilis, O. Wieczorek, I. Rajlich, P. Mickiewicz, J. Zawadzka                              |
| 2013 | ekstraliga | Wrocław, Gorzów Wlkp., Katowice  | 3     | R. Wojtaszek, M. Bartel, D. Świercz, D. Mastrowasilis, K. Stachowiak, R. Lubczyński, P. Dobrowolski, K. Jasik, O. Wieczorek, J. Zawadzka |
| 2014 | ekstraliga | Gorzów Wlkp., Wrocław, Katowice  | 1     | D. Świercz, M. Bartel, D. Mastrowasilis, W. Moranda, P. Sadzikowski, J. Zawadzka                                                         |
| 2015 | ekstraliga | Gliwice, Katowice, Wrocław       | 2     | D. Świercz, M. Bartel, D. Mastrowasilis, W. Moranda, P. Sadzikowski, J. Zawadzka                                                         |
| 2016 | ekstraliga | Gorzów Wlkp., Wrocław, Katowice  | 3     | D. Świercz, M. Bartel, D. Sadzikowski, D. Mastrowasilis, O. Wieczorek, P. Dobrowolski, K. Stachowiak, J. Zawadzka                        |
| 2017 | ekstraliga | Gorzów Wlkp., Wrocław, Katowice  | 3     | M. Bartel, D. Mastrowasilis, D. Sadzikowski, W. Moranda, O. Wieczorek, K. Stachowiak, K. Nowak, J. Zawadzka                              |
| 2018 | ekstraliga | Gorzów Wlkp., Wrocław, Katowice  | 4     | M. Bartel, D. Sadzikowski, D. Mastrowasilis, M. Tazbir, O. Wieczorek, S. Gumularz, K. Stachowiak, P. Dobrowolski, J. Zawadzka            |
| 2019 | ekstraliga | Chorzów, Katowice                | 2     | P. Harikrishna, M. Bartel, D. Mastrowasilis, S. Gumularz, M. Tazbir, D. Sadzikowski, O. Wieczorek, J. Zawadzka                           |
| 2020 | ekstraliga | Kraków                           | 1     | P. Harikrishna, M. Bartel, S. Gumularz, M. Tazbir, O. Wieczorek, K. Stachowiak, J. Zawadzka                                              |
| 2021 | ekstraliga | Legnica                          | 1     | P. Harikrishna, N. Grandelius, M. Bartel, S. Gumularz, M. Tazbir, O. Wieczorek, K. Stachowiak, J. Zawadzka                               |